# Juan X de Constantinopla
Juan X Kamateros (en griego: Ἰωάννης Καματηρός; ¿?-abril o mayo de 1206) fue el patriarca de Constantinopla desde el 5 de agosto de 1198 hasta abril o mayo de 1206.
Juan era un miembro de la familia Kamateros, a la que pertenecía la emperatriz Eufrósine Ducaina Kamatera, esposa de Alejo III Ángelo (1195-1203). Un hombre educado, bien versado en la literatura clásica, la retórica y la filosofía, ocupó una serie de puestos eclesiásticos que alcanzaron el cargo de cartofilax, que ocupó en el momento de su ascenso al trono patriarcal.
En 1198-1200 tuvo un intercambio de cartas con el papa Inocencio III sobre el tema de la supremacía papal y la cláusula filioque. Notablemente, disputó el reclamo de Roma de la primacía basada en san Pedro, y afirmó que en realidad su primacía vino del hecho de que Roma era la antigua capital imperial.  Intervino en los disturbios en Constantinopla contra el arresto del banquero Calomodio y aseguró su liberación,  pero durante el golpe de Estado de Juan Comneno el Gordo el 31 de julio de 1200, se escondió en un armario mientras los rebeldes tomaban el control de Santa Sofía.
Juan permaneció en el cargo después de la deposición de Alejo III en julio de 1203, y según fuentes occidentales, tanto él como Alejo IV Ángelo, amenazados por la Cuarta Cruzada, reconocieron la supremacía papal en el mismo año. Después de la captura de Constantinopla durante la Cuarta Cruzada en 1204, inicialmente huyó a Demotika en Tracia. En 1206, Teodoro I Láscaris lo invitó a Nicea, donde había establecido el Imperio de Nicea, un estado sucesor griego bizantino, pero Juan se negó, quizás debido a su avanzada edad, y murió en abril o mayo del mismo año.
Los cruzados luego establecieron un patriarca latino en Constantinopla, mientras que Teodoro simplemente creó un nuevo patriarcado griego en Nicea, que finalmente fue restaurado en Constantinopla con el resto del imperio en 1261.